# Municipio de Elmore (Indiana)
El municipio de Elmore (en inglés: Elmore Township) es un municipio ubicado en el condado de Daviess en el estado estadounidense de Indiana. En el año 2010 tenía una población de 1113 habitantes y una densidad poblacional de 12,16 personas por km².

## Geografía
El municipio de Elmore se encuentra ubicado en las coordenadas 38°51′12″N 87°4′18″O / 38.85333, -87.07167. Según la Oficina del Censo de los Estados Unidos, el municipio tiene una superficie total de 91.51 km², de la cual 90,6 km² corresponden a tierra firme y (1 %) 0.91 km² es agua.

## Demografía
Según el censo de 2010, había 1113 personas residiendo en el municipio de Elmore. La densidad de población era de 12,16 hab./km². De los 1113 habitantes, el municipio de Elmore estaba compuesto por el 97,57 % blancos, el 0,45 % eran afroamericanos, el 0,18 % eran amerindios, el 0,36 % eran asiáticos, el 0,45 % eran de otras razas y el 0,99 % eran de una mezcla de razas. Del total de la población el 1,35 % eran hispanos o latinos de cualquier raza.